# Tongue splitting

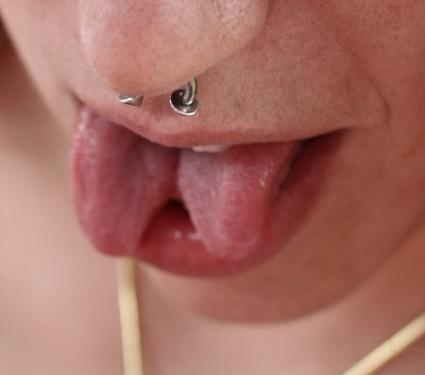
Rozcięty język

Tongue splitting – modyfikacja ciała polegająca na rozcięciu języka wzdłuż jego środkowej linii rozwidlając go.

## Procedura

### Skalpel
Procedura z użyciem skalpela polega na jego podgrzaniu, by zapobiec nadmiernej utracie krwi i następnym zszyciu boków.

### Kauteryzacja
Kolejną procedurą jest rozcięcie języka poprzez kauteryzację lub laser argonowy. Metoda ta polega na skierowaniu rozgrzanej wiązki lasera lub kauteryzatora wzdłuż obszaru przecięcia, spalając tkanki i uszczelniając naczynia krwionośne aby zapobiec krwawieniu.

### Tie-off
Jest to metoda najczęściej wykorzystywana do samodzielnego podzielenia języka, polegająca na przewleczeniu żyłki przez otwór po kolczyku na środku języka i stopniowym zaciskaniem pętli powodując nacisk i podzielając język.

## Możliwe powikłania[2]

### Na skutek procedury
- obfite krwawienie
- zakażenie krwi narzędziami chirurgicznymi
- uszkodzenie nerwów lub mięśni języka
- uszkodzenie powierzchni zębów
- zapalenie wsierdzia lub infekcja serca

### Występujące po zabiegu
- obrzęk
- długotrwałe, ciągłe krwawienie
- infekcja języka
- recesja dziąseł
- rozwój grubej, nierównej tkanki bliznowatej na języku
- martwica tkanek

### Inne skutki uboczne
- większa produkcja śliny
- zmiany w oddychaniu
- utrata czucia lub zdolności odczuwania smaku lub niektórych smaków